# Brande-Hörnerkirchen
Brande-Hörnerkirchen település Németországban, Schleswig-Holstein tartományban. Lakosainak száma 1789 fő (2023. december 31.).

## Népesség
A település népességének változása:
| Lakosok száma | 842  | 1606 | 1617 | 1636 | 1664 | 1740 | 1789 |
|               | 1975 | 2014 | 2017 | 2019 | 2021 | 2022 | 2023 |